# Gruau MG 36
De Gruau MG 36 is een low floor-midi-stadsbus, geproduceerd door de Franse busfabrikant Gruau. De MG 36 werd in 1989 geïntroduceerd en dankte zijn naam aan het aantal passagiers wat de bus kon vervoeren. In 1996 werd de bus opgevolgd door de Gruau Microbus. In totaal zijn er 166 exemplaren gebouwd.

## Inzet
De bus wordt vooral ingezet op stadslijnen in verschillende Franse steden.
| Bedrijf       | Aantal    | Serie                                | Inzet        | Opmerking |
| Frankrijk     | Frankrijk | Frankrijk                            | Frankrijk    | Frankrijk |
| ------------- | --------- | ------------------------------------ | ------------ | --- |
| CAM           | 3         | 11-13                                | Monaco       | 11 en 12 zijn verkocht aan ST2N                                                                                        |
| Kiceo         | 1         | 115                                  | Vannes       | |
| Lignes d'Azur | 3         | 1401-1403                            | Côte d'Azur  | Waren hernummerd van 641-643, 1401 is verkocht aan ST2N                                                                |
| SÉMITAG       | 3         | 5111 - 5113                          | Grenoble     | |
| ST2N          | 8         | 81, 82, 110, 111, 120, 121, 129, 156 | Nice         | 110 en 111 zijn voormalig TAM 4701 en 4702 120 en 121 zijn voormalig CAM 11 en 12. 156 is voormalig Lignes d'Azur 1401 |
| TAE           | 4         | 96-99                                | Louviers     | |
| TAM           | 4         | 4701-4704                            | Montpellier  | 4701 en 4702 zijn verkocht aan ST2N                                                                                    |
| TCL           | 3         | ??                                   | Lyon         | |
| Totem         | 2         | ??                                   | Sète         | |
| TUB           | 2         | 101, 104                             | Saint-Brieuc | Bussen zijn buiten dienst                                                                                              |
| TUL           | 1         | 54                                   | Laon         | |